# Dajó
El monte Dajó (Būd Dahu en joloano) es uno de los conos de ceniza que conforman la isla de Jolo y parte del grupo volcánico Jolo en la República de las Filipinas. El volcán apagado se encuentra a 8 kilómetros al sureste de la ciudad de Joló, en la provincia de Sulu. 
La montaña y las tierras adyacentes fueron declarados el parque nacional Monte Dajo en 1938.
El cono de ceniza tiene una elevación de 620 metros (2.030 pies) con un diámetro de base de 9,5 kilómetros. En la cima de la montaña esta un cráter de 0,5 kilómetros. La última erupción, de tipo hawaiano, es del 21 de septiembre de 1897.